# Hrvatski Židan
Hrvatski Židan (mađ. Horvátzsidány, njem. Siegersdorf) je selo u Željeznoj županiji na sjeverozapadu Mađarske.
U selu živi zajednica Gradišćanskih Hrvata.
U mjestu djeluju pjevački zbor Židanske zvjezdice i Židanski tamnburaši.

## Poznate osobe
- Ivan Horvat, pjesnik

## Bratimljenja
- Split
- Nedelišće

## Vanjske poveznice
- Horvátzsidány Sport Club